# Barack Face
Barack Face, född 6 februari 2019, är en svensk varmblodig travare. Han tränas och körs av Adrian Kolgjini.

## Bakgrund
Barack Face är en brun hingst efter Ready Cash och under Lisa America (efter Varenne). Han föddes upp av Lutfi Kolgjini & Anna Svensson och ägs av Ellerströmgruppen AB & Stall Behåll AB. Han tränas och körs av Adrian Kolgjini. Han tränades av Lucas Wallin i Nordamerika under säsongen 2021.

## Karriär
Barack Face har till oktober 2023 sprungit in 6 430 060 kronor på 19 starter, varav 8 segrar, 3 andraplatser och 1 tredjeplats. Hans har tagit karriärens hittills största segrar i Grand Prix l'UET (2023) och Copenhagen Cup (2024). Han har även kommit på andra plats i Premio Going Kronos (2022) och Svenskt Travderby (2023). Redan som unghäst lovordades han av tränare Adrian Kolgjini, och benämndes som "stallets nya superlöfte".
Kolgjini meddelade under 2022 att Barack Face siktades mot Hambletonian Stakes på Meadowlands Racetrack i USA, men att satsningen senare ställdes in.
Barack Face blev avelsvärderad under 2024 och hans skattade avelsvärde är mycket högt, 87 poäng, vilket var det högsta omdömet på värderingen. Ägaren meddelade dock att han inte kommer verka i avel förrän tävlingskarriären är slut.